# Museu de História Natural de Viena
O Naturhistorisches Museum (Museu de História Natural) ou NHMW é um museu localizado em Viena, Áustria. Sua coleção é disponibilizada em uma área de 8.700 metros quadrados e seu website dispoõe aos seus visitantes um tour virtual pelas suas dependências. Tendo um dos acervos mais variados do mundo, seus artefatos mais recentes têm aproximadamente 250 anos de idade.
Seu prédio principal é um elaborado palácio que acomodou suas coleções constantemente em expansão desde sua inauguração ao público em 1889 (antigamente tinha o nome de Palácio Imperial de História Nacional). No entanto, algumas de suas coleções foram movidas para prédios e edifícios mais antigos da Cidade de Viena, como o Hofbibliothek, que continha os acervos do Gabinete Zoológico.

## Galeria de fotos

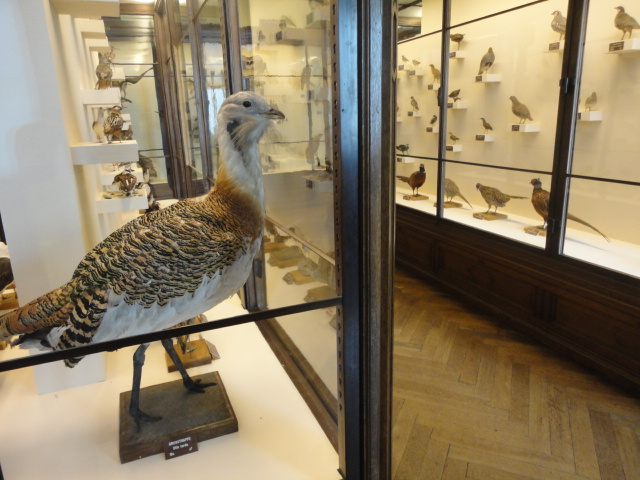
Sala das aves
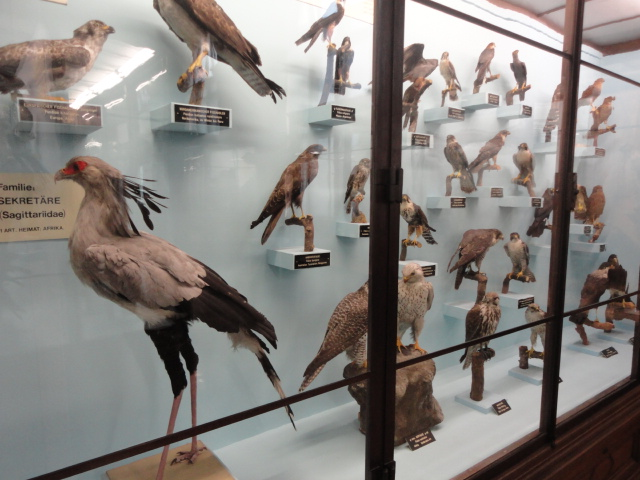
Sala das aves
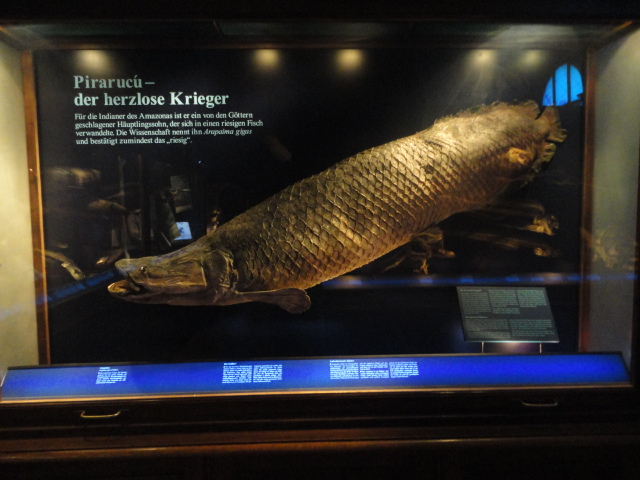
Pirarucu do Rio Amazonas
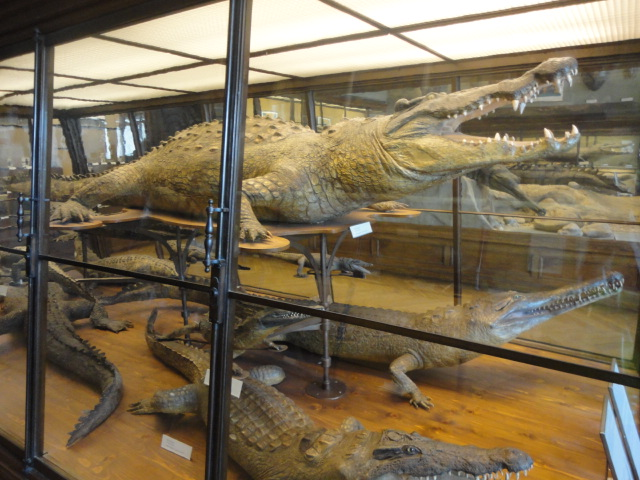
Sala dos anfíbios
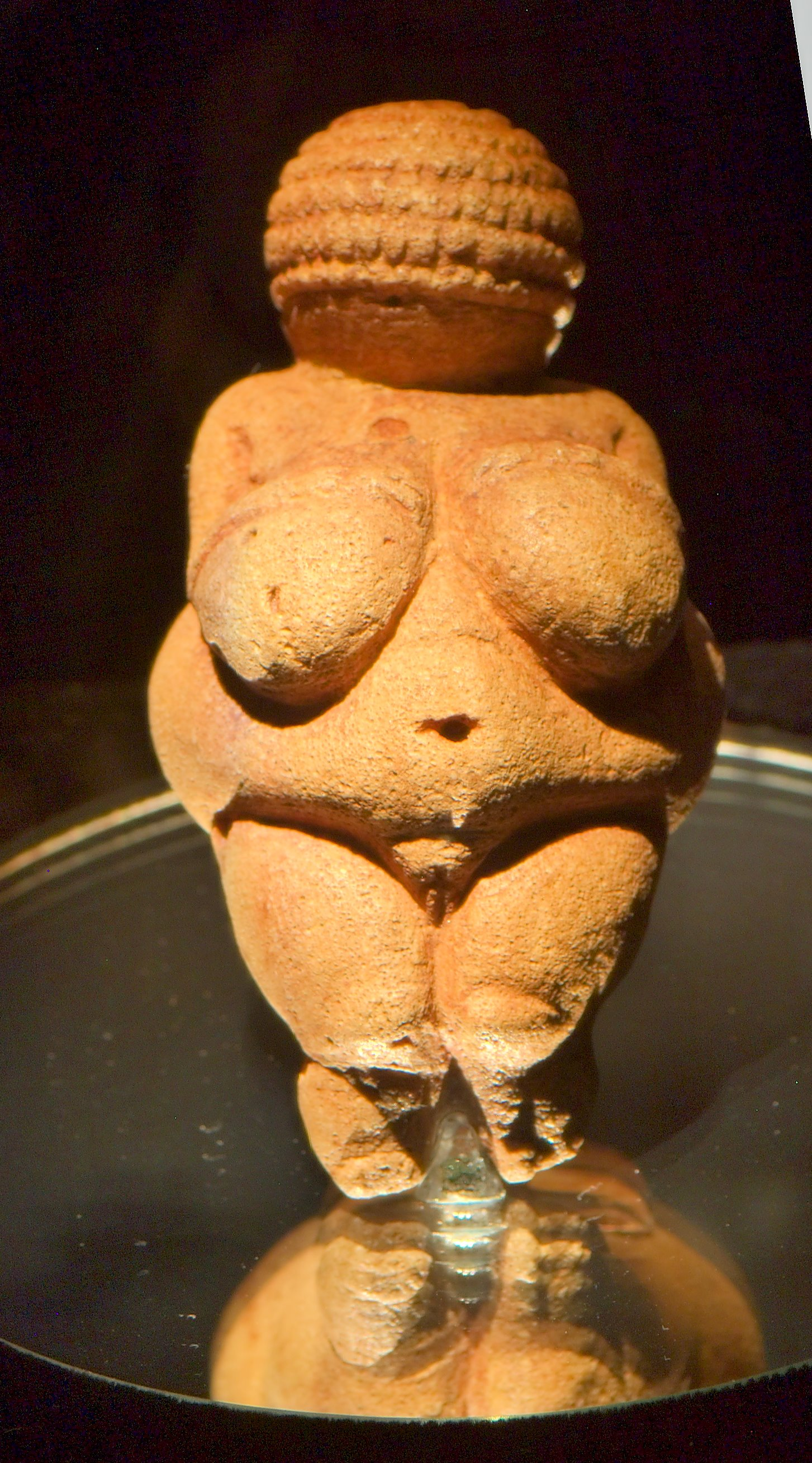
Vénus de Willendorf